# توماس نموث
توماس نموث (انگلیسی: Thomas Némouthé؛ زادهٔ ۱۶ ژانویهٔ ۲۰۰۱) بازیکن فوتبال اهل فرانسه است.